# Dream Doll
Dream Doll, kroatischer Verleihtitel Zemlja Snova, ist ein britisch-jugoslawischer animierter Kurzfilm von Bob Godfrey und Zlatko Grgić aus dem Jahr 1979. Er ist Želimir Matko, dem 1977 verstorbenen Leiter des Zagreb Film Festival, gewidmet.

## Handlung
Ein kleiner Beamter mit Nickelbrille lebt allein. Einsam beobachtet er die Wandlung von Raupen zu Schmetterlingen, geht allein an Kinos und vollbesetzten Cafés vorbei und passiert traurig einen Sexshop. Elektrisiert bleibt er stehen, als er im Schaufenster eine zum Verkauf stehende Sexpuppe mit dem Namen Dream Doll sieht. Er erwirbt eine blonde Aufblaspuppe, die er in einer kleinen Schachtel nach Hause trägt. Ein erster Aufblasversuch schlägt fehl, doch hat er mithilfe einer Luftpumpe bald eine lebensgroße, nackte Blondine vor sich. Er umarmt sie glücklich und sie entgleitet seinen Armen und schwebt an der Decke. Auch am folgenden Tag folgt ihm die Puppe, über ihm schwebend, überallhin, doch es gelingt ihm, sie abzuschütteln. Abends schwebt sie über seinem Bett und er versucht, sich auf sie zu legen, doch sie rutscht unter seinem Körper hervor und schwebt erneut an der Decke. Deprimiert schläft der Mann auf einem Sessel ein.
Am nächsten Tag geht der Mann seinem Beamtenberuf nach und stempelt vor sich hin, als die Puppe plötzlich über seinem Schreibtisch schwebt. Er nimmt sie glücklich in seine Arme und wird kurz darauf von seinem Chef entlassen. Als er mit der Puppe auf einer Parkbank in einer Umarmung versunken sitzt, holt eine spießige Frau mit Hund die Polizei. Der Mann begibt sich nun mit seiner Puppe in die freie Natur, wo er Hand in Hand mit der über ihm schwebenden Puppe glücklich ist. Drei Kleinkriminelle lauern ihm auf, schlagen ihn nieder und wollen die Puppe als vermeintliche Frau schließlich vergewaltigen, als ihr die Luft ausgeht. Die Männer flüchten entsetzt. Der Mann bleibt mit dem kleinen Gummirest seiner Traumpuppe zurück und bricht in Tränen aus. Sämtliche Aufblaspuppen der Stadt, egal ob gerade als Sexspielzeug oder Luftmatratze genutzt, erheben sich nun in die Luft und schweben zu dem Mann. Dieser ergreift glücklich die Hand einer blonden Puppe und schwebt mit allen Puppen am Himmel davon.

## Hintergrund
Dream Doll gehört neben Henry 9 ’til 5, Kama Sutra Rides Again, Instant Sex und Bio-Woman zu den Filmen Godfreys, die sich satirisch mit dem Sexualleben der Briten auseinandersetzen. „Die Nebeneinanderstellung des leidenschaftslosen, gehemmten Briten und ausgefallener, extremer Sexualpraktiken deckt die eigentliche Gehemmtheit und Scheinheiligkeit im Herzen der britischen Kultur auf“, so die Kritik. Die Filme seien eine surreale Satire auf die soziale Identität des kleinen Mannes und die Gehemmtheit britischer Männer. Dream Doll, der vom British Board of Film Censors nur für Erwachsene freigegeben wurde, gilt zudem als Satire auf den Film Der rote Ballon.

## Auszeichnungen
Dream Doll wurde 1980 für einen Oscar in der Kategorie „Bester animierter Kurzfilm“ nominiert, konnte sich jedoch nicht gegen Every Child durchsetzen. Bob Godfrey erhielt zudem 1980 eine BAFTA-Nominierung in der Kategorie „Bester Kurzfilm“.